# Nava Boker

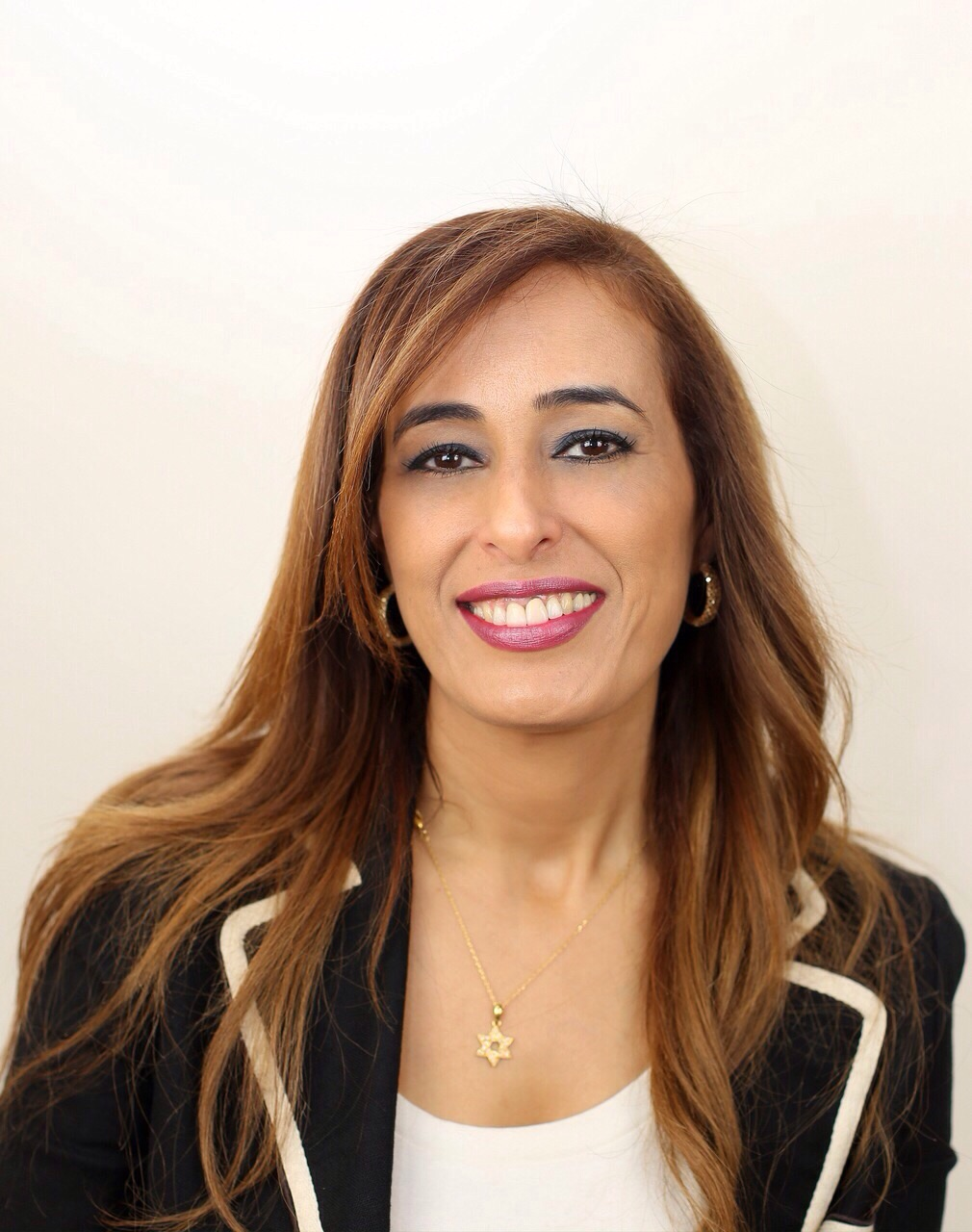
Nava Boker

Nava Boker (hebräisch נאוה בוקר‎, * 15. November 1970) ist eine israelische Politikerin der Partei Likud und Journalistin.

## Leben
Boker ist als Journalistin in Israel tätig. Sie war als Mitarbeiterin für den israelischen Fernsehsender Channel 1 tätig. 2010 wurde ihr Ehemann bei dem Waldbrand in Israel 2010 getötet.
Boker ist seit 2015 Abgeordnete in der Knesset. Boker wohnt in Chadera und hat zwei Kinder.